# Karl Gustaf Creutz
Karl Gustaf Creutz, född 4 maj 1787 i Lappträsk, död 4 december 1851 i Pernå, var en finländsk greve, jurist och godsägare. Han var far till Carl Magnus Creutz.
Creutz, som var son till kaptenen, greve Karl Fredrik Creutz och Anna Helena Ulfsparre, blev student vid Kungliga Akademien i Åbo 1803, avlade domarexamen 1805 och var därefter auskultant vid Åbo hovrätt. Han var senare ägare av Malmgård i Pernå och representant för adelsståndet vid Borgå lantdag 1809.